# Zion (Album)
Zion ist das dritte Studioalbum der australischen Lobpreisband Hillsong United. Es wurde am 22. Februar 2013 veröffentlicht.

## Hintergrund
In einem Interview mit dem CCM Magazine erklärte Joel Houston, die Gruppe habe den Titel Zion gewählt, da das Album auf einfache und eindeutige Weise die Geschichte Gottes erzähle. Das Album wurde von Houston und Michael Guy Chislett produziert, am Songwriting waren Houston, Ben Tennikoff, Dean Ussher, Matt Crocker, Ryan Taubert, Salomon Lighthelm, Sam Knock und Scott Ligertwood beteiligt. Das Album wurde in Sydney und New York City aufgenommen.

## Titelliste
1. Relentless – 5:09
2. Up in Arms – 4:27
3. Scandal of Grace – 4:05
4. Oceans (Where Feet May Fail) – 8:56
5. Stay and Wait – 5:12
6. Mercy Mercy – 4:41
7. Love Is War – 7:15
8. Nothing Like Your Love – 5:51
9. Zion (Interlude) – 3:31
10. Heartbeats – 3:53
11. A Million Suns – 5:05
12. Tapestry – 6:42
13. King of Heaven – 5:28

## Kritiken
David Jeffries von Allmusic gab dem Album eine Bewertung von 3,5 von 5 Sternen. Er lobte das Album dafür, verschiedene Stilrichtungen der Popmusik einzubeziehen und hob den Titel Tapestry als Highlight hervor, kritisierte jedoch die Länge einiger Songs, die das Album überfüllen. Besonders positive Bewertungen erhielt das Album von christlichen Medien, so vergab Ryan Barbee von Jesus Freak Hideout 4,5 Sterne, er beschrieb das Album als Verbesserung zum Vorgänger Aftermath sowie als möglichen „neuen Standard“ christlicher Popmusik. Stephen Curry von Cross Rhythms gab dem Album die volle Punktzahl und lobte die musikalische Vielfalt und Kreativität.

## Kommerzieller Erfolg

### Chartplatzierungen

#### Album
In Australien stieg Zion am 10. März 2013 direkt auf Platz eins der Albumcharts ein. Für Hillsong United war es dort das erste Nummer-eins-Album. In den USA erreichte das Album Platz 5, damit war es das erste Album von Hillsong United in den Top Ten. In der ersten Woche wurden über 34.100 Einheiten des Albums verkauft. Auch in Norwegen und Neuseeland wurden Top-Ten-Platzierungen erreicht, außerdem erreichte das Album in Belgien, Dänemark, den Niederlanden und im Vereinigten Königreich Platzierungen in den jeweiligen Albumcharts. In den Billboard Top Christian Albums überholte Zion mit der Ausgabe vom 27. März 2021 mit 382 Wertungswochen Amy Grants The Collection und wurde damit dort das am längsten platzierte Album der Geschichte. Mittlerweile wurde dieser Rekord von Skillets Awake übertroffen.
| ChartsChartplatzierungen       | Höchstplatzierung | Wochen |
| ------------------------------ | ----------------- | ------ |
| Australien (ARIA)              | 1 (5 Wo.)         | 5      |
| Vereinigte Staaten (Billboard) | 5 (39 Wo.)        | 39     |
| Vereinigtes Königreich (OCC)   | 55 (1 Wo.)        | 1      |

#### Singles
Als Singles wurden die Titel Scandal of Grace, Oceans (Where Feet May Fail), Relentless und Love Is War ausgekoppelt. Besonders erfolgreich war Oceans (Where Feet May Fail), das Lied stieg in die Billboard Hot 100 ein und hielt sich 61 Wochen lang an der Spitze der Hot Christian Songs. Die anderen Singles erreichten jeweils eine Platzierung in den Hot Christian Songs. Oceans (Where Feet May Fail) wurde in den Vereinigten Staaten mit Vierfachplatin ausgezeichnet.

### Auszeichnungen für Musikverkäufe
In Australien und den Vereinigten Staaten wurde Zion jeweils mit Gold ausgezeichnet.
| Land/Region               | Auszeichnungen für Musikverkäufe (Land/Region, Auszeichnung, Verkäufe) | Verkäufe |
| ------------------------- | ---------------------------------------------------------------------- | -------- |
| Australien (ARIA)         | Gold                                                                   | 35.000   |
| Neuseeland (RMNZ)         | Gold                                                                   | 7.500    |
| Vereinigte Staaten (RIAA) | Gold                                                                   | 500.000  |
| Insgesamt                 | 3× Gold ·                                                              | 542.500  |